# Tigri nella cultura coreana

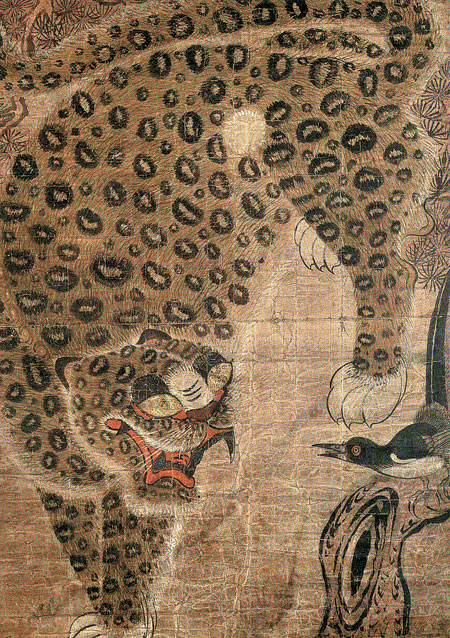
La gazza e la tigre, minhwa di autore anonimo (periodo Joseon).

La tigre è fortemente associata al popolo e alla cultura della Corea, nota in passato come "terra delle tigri" per la grande popolazione felina che abitava le sue montagne. È presente nel mito di fondazione di Dangun ed è un motivo ricorrente nella letteratura e nell'arte funeraria, buddista e popolare come spirito protettore. Considerata un simbolo nazionale, è associata alle doti di umorismo, coraggio e nobiltà.

## Nel folclore (folklore)
La tigre è protagonista del folclore coreano sin dai tempi antichi, anche se il motivo specifico non è stato individuato: si suppone che sia dovuto all'elevato numero di questi felini che viveva allo stato brado in Corea in passato. Nel mito di fondazione di Dangun, riportato nella sezione dedicata al Gojoseon del Samguk yusa (1280), una tigre e un'orsa chiedono a Hwanung, il figlio del dio del cielo Hwanin, di trasformarli in esseri umani; dovendo restare chiusa in una grotta e mangiare solo aglio e artemisia per cento giorni, però, la tigre impaziente rinuncia quasi subito.
La credenza popolare attribuiva alla tigre la capacità di volare, sputare fuoco ed evocare fulmini; era in grado di imitare la voce umana e trasformarsi in una donna per attirare la gente fuori di casa e mangiarne il corpo e l'anima, acquisendo così più potere. Incarnazione della potenza, era un termine di paragone per misurare il coraggio umano e il grado di pericolosità di altri esseri spaventosi. Considerata una creatura in grado di offrire protezione, scacciare gli spiriti maligni e portare fortuna, veniva rappresentata nei dipinti appesi alle pareti delle case in epoca Joseon, nei quadri regalati a Capodanno e sui talismani per la festa di Dano, e un osso di tigre sopra l'ingresso principale della casa serviva a impedire che gli spiriti maligni varcassero la soglia. Si credeva inoltre che appendere l'immagine di una tigre avrebbe portato alla famiglia un figlio con un'alta posizione ufficiale, siccome l'animale era ricamato sulle uniformi militari.
Nella tradizione folcloristica, una tigre diventa bianca dopo aver superato diverse prove e aver compreso il mondo, e la Tigre Bianca è uno dei quattro guardiani protettori della Corea.
Nell'iconografia buddista la tigre è servitrice e messaggera di Buddha e degli spiriti di montagna, a volte raffigurata mentre divora le anime maligne all'inferno. È considerata sia una ierofania per la sua associazione con le montagne sacre che collegano la terra al cielo, sia una teofania, e i suoi atti predatori venivano equiparati alle sanzioni divine.
Il rito sciamanico per onorare la divinità protettrice del villaggio di Eunsan nella contea di Buyeo utilizzava un quadro rappresentante gli dei della montagna insieme a una tigre bianca. I dipinti fausti delle tigri prendono il nome di hodo. Nel XIX secolo erano spesso disegnate insieme alle gazze: secondo un'interpretazione, la tigre simboleggerebbe la gratitudine e la gazza la gioia; secondo un'altra, sarebbero metafore della forza e della debolezza. Accanto alla gazza, la tigre diventa una creatura sciocca e goffa; inoltre, solitamente non è rappresentata come temibile, ma piuttosto come amichevole e sorridente. Talvolta ha le ginocchia, le spalle o la coda decorate da yin e yang; altre, il muso e la coda a macchie di leopardo e il resto del corpo a strisce, coniugando caratteristiche contrarie come fierezza e gentilezza. L'iconografia della tigre che ruggisce nella foresta di bambù è invece legata a una leggenda secondo la quale uno spirito di montagna portatore di malattie venne scacciato dal ruggito e dal falò di bambù acceso da una tigre.

## Nella letteratura
In coreano, l'espressione equivalente a "c'era una volta" è traducibile come "tanto tempo fa, quando le tigri fumavano lunghe pipe". Secondo il Museo folcloristico nazionale della Corea, la tigre è protagonista di oltre mille favole contenute nella Raccolta completa del folclore coreano, e appare in più di settecento registrazioni negli Annali della dinastia Joseon. Le rappresentazioni variano di storia in storia: a volte sono descritte come spaventose e temibili, altre come divertenti e amichevoli. Nella maggior parte dei casi, sono antropomorfe e quasi divine, umane nel comportamento e nell'aspetto e dotate di abilità magiche. Tuttavia, essendo prive di autocoscienza e coerenza morale, sono creature prevalentemente negative, grottesche e immorali, tanto che i monaci buddisti ipocriti di alcune storie sono spesso tigri travestite.
Nel mito di Taejo di Goryeo, la tigre è una creatura spirituale con poteri magici e divini, che cerca di mangiare il re quando questi si rifugia in una caverna per ripararsi dalla pioggia battente. Nella fiaba Kim Hyeon commosso dalla tigre, l'animale si trasforma in una fanciulla, ma si toglie la vita per salvare l'amato Kim Hyeon dalle ire del proprio fratello. La favola della tigre e del coniglio ha invece un tono farsesco, narrando la vicenda di un coniglio che, per non farsi mangiare, convince una tigre a usare la coda per pescare da un ruscello in pieno inverno: rimasta intrappolata nel ghiaccio, la tigre si strappa la coda per liberarsi.

## Come simbolo nazionale

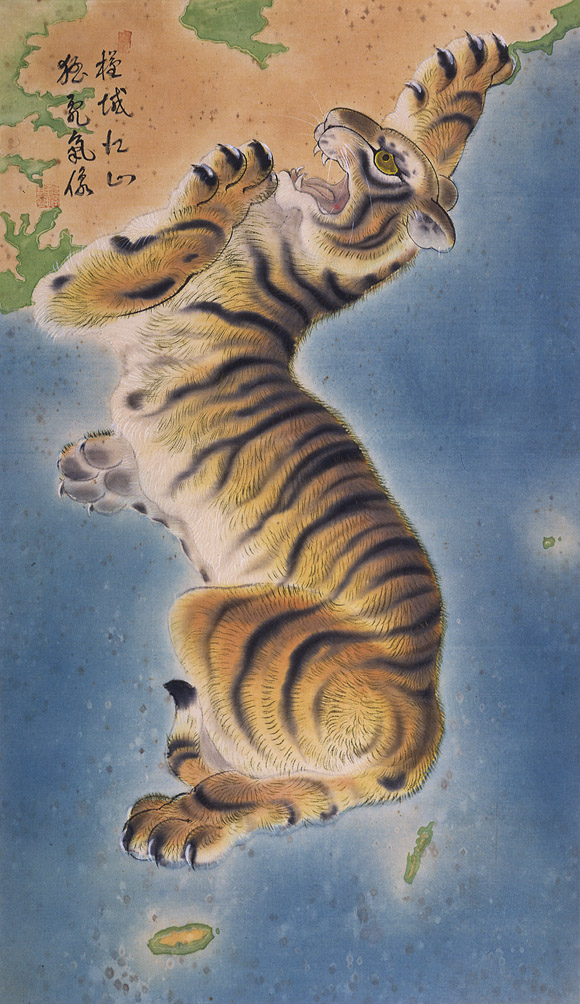
La penisola coreana dipinta in forma di tigre da Choe Nam-seon, 1920.

La tigre ha cominciato a essere riconosciuta come simbolo nazionale e di orgoglio etnico e identità nei primi anni del XX secolo, durante l'occupazione giapponese, quando lo storico e letterato Choe Nam-seon disegnò una mappa della penisola coreana dandole la forma di questo animale. Questa rappresentazione serviva a costruire e disseminare un'immagine sicura di sé, forte e ambiziosa della Corea in un'epoca in cui era prevalentemente rappresentata come un coniglio, passiva e preda degli altri Paesi.
Nell'era moderna la tigre è diventata un simbolo nazionalista di forza economica, e in geopolitica la posizione della Corea è stata descritta come una tigre che si avvicina alla Cina, o un pugnale puntato contro il Giappone.
La tigre è stata usata come mascotte delle Olimpiadi 1988 a Seul e delle Olimpiadi invernali 2018 a Pyeongchang.